# Лом (Вологодская область)
Лом — упразднённая деревня в Тотемском районе Вологодской области.
Входила в состав Толшменского сельского поселения, с точки зрения административно-территориального деления — в Верхнетолшменский сельсовет.
Расстояние до районного центра Тотьмы по автодороге — 104 км, до центра муниципального образования села Никольское по прямой — 12 км. Ближайшие населённые пункты — Нефедьево, Предтеча, Село.
По данным переписи в 2002 году постоянного населения не было.
Упразднена в июле 2020 года.